# Paul Painlevé
Paul Painlevé   (París, 5 de desembre de 1863 - París, 29 d'octubre de 1933) va ser un matemàtic i polític francès.

## Vida
Painlevé, fill d'un dibuixant de litografies que es va convertir en fabricant de tintes, va estudiar a l'École Normale Supérieure en la qual es va graduar en matemàtiques el 1886. L'any següent va ampliar estudis a la universitat de Göttingen sota Felix Klein i Hermann Schwarz, preparant la seva tesi doctoral sobre teoria de funcions complexes. El 1887, després de obtenir el doctorat, va començar la seva carrera docent com a professor de matemàtiques a la universitat de Lilla.
El 1892 va retornar a París com a professor de l'École Polytechnique i de la Universitat de París. A partir de 1896, també va donar classes al Collège de France i a l'École Normale Supérieure. A partir de 1898 es compromet com un actiu dreyfusard al costat d'altres intel·lectuals com Émile Zola. Aquest compromís el farà inclinar-se cada cop més per la política. Els seus treballs en dinàmica de fluids i en aerodinàmica fan que sigui nomenat professor de l'École supérieure d'aeronautique el 1908.
El 1910 es presenta a les eleccions i és escollit diputat pel districte cinquè de París amb el suport dels partits republicans i d'esquerra. L'any següent serà un dels fundadors del Partit Republicà Socialista.
A partir de 1910, doncs, Painlevé posa fi a la seva carrera científica i docent, per embrancar-se en la política, en la qual s'especialitza en política militar, naval i aeronàutica, amb un especial interès en promocionar aquesta última. És reelegit diputat a les eleccions de 1914 i ja no deixarà de ser-ho fins a la seva mort. El 1915, durant la Primera Guerra Mundial, és nomenat ministre de les invencions, càrrec en el que es manté durant un any, i el setembre de 1917 és nomenat, per primera vegada, President del Govern francès, càrrec en el que només dura dos mesos, en un ambient enverinat per les traïcions i el pacifisme, essent cessat pel President de la República, Georges Clemenceau, el 19 de novembre de 1917.
Acabada la guerra i havent guanyat el bloc de dretes les eleccions de 1919, Painlevé es consagra com líder de l'oposició d'esquerres en el període parlamentari 1919-1924, treballant per l'aliança de les forces d'esquerra en el Cartel des gauches. El 1924, amb la victòria electoral del Cartel, es converteix en president de la Cambra de Diputats i un dels líders de la coalició d'esquerres, juntament amb Édouard Herriot i Léon Blum, malgrat haver perdut les eleccions presidencials del mateix any, a les que s'havia presentat davant Gaston Doumergue.
D'abril a novembre de 1925 torna a ser resident del govern, en dos governs diferents. Després de la caiguda d'aquest darrer govern, ja no va tenir més responsabilitats executives tot i que va mantenir la seva activitat i prestigi polítics a la Cambra de Diputats. El 1932 va ser proposat per dirigir l'executiu però hi va renunciar per les diferents exigències dels partits.

## Obra

### Matemàtic
Abans de 1910, quan va abandonar la seva activitat de recerca i docència, Painlevé havia publicat més de cent obres i articles de matemàtiques. Des del començament de la seva recerca es va sentir atret pel gran problema de la integració de les equacions diferencials, estudiant les seves singularitats fixes i mòbils. Aquestes recerques el van conduir a la dinàmica i mecànica analítica, camps en els que va fer aportacions rellevants, abordant temes com el problema dels n cossos, el problema de l'estabilitat de l'equilibri o l'estudi dels efectes del fregament.
Painlevé va ser el primer científic francès en activar els estudis sobre l'aviació i l'aeronàutica. No solament des del punt de vista teòric, sinó també pràctic, com quan va pujar el 1908 com passatger en un avió de Wilbur Wright.

### Polític
A la seva tasca política, hi ha una sèrie de constants tan en les seves idees com en els seus compromisos. La seva defensa incondicional dels drets humans, que el fa ser membre del comitè central de la Ligue des droits de l'Homme des de 1904 fins a 1927 i ser defensor de l'educació popular, del respecte per les minories i de la cooperació internacional. La seva concepció del paper de l'Estat en defensa d'una intervenció en els dominis econòmic i social però rebutjant tota mena de dirigisme econòmic. La seva especialització en els temes militars. El seu interès en el desenvolupament d'una política de suports a la recerca i la investigació pures i aplicades.